# Sedlíšťka (Radhošť)

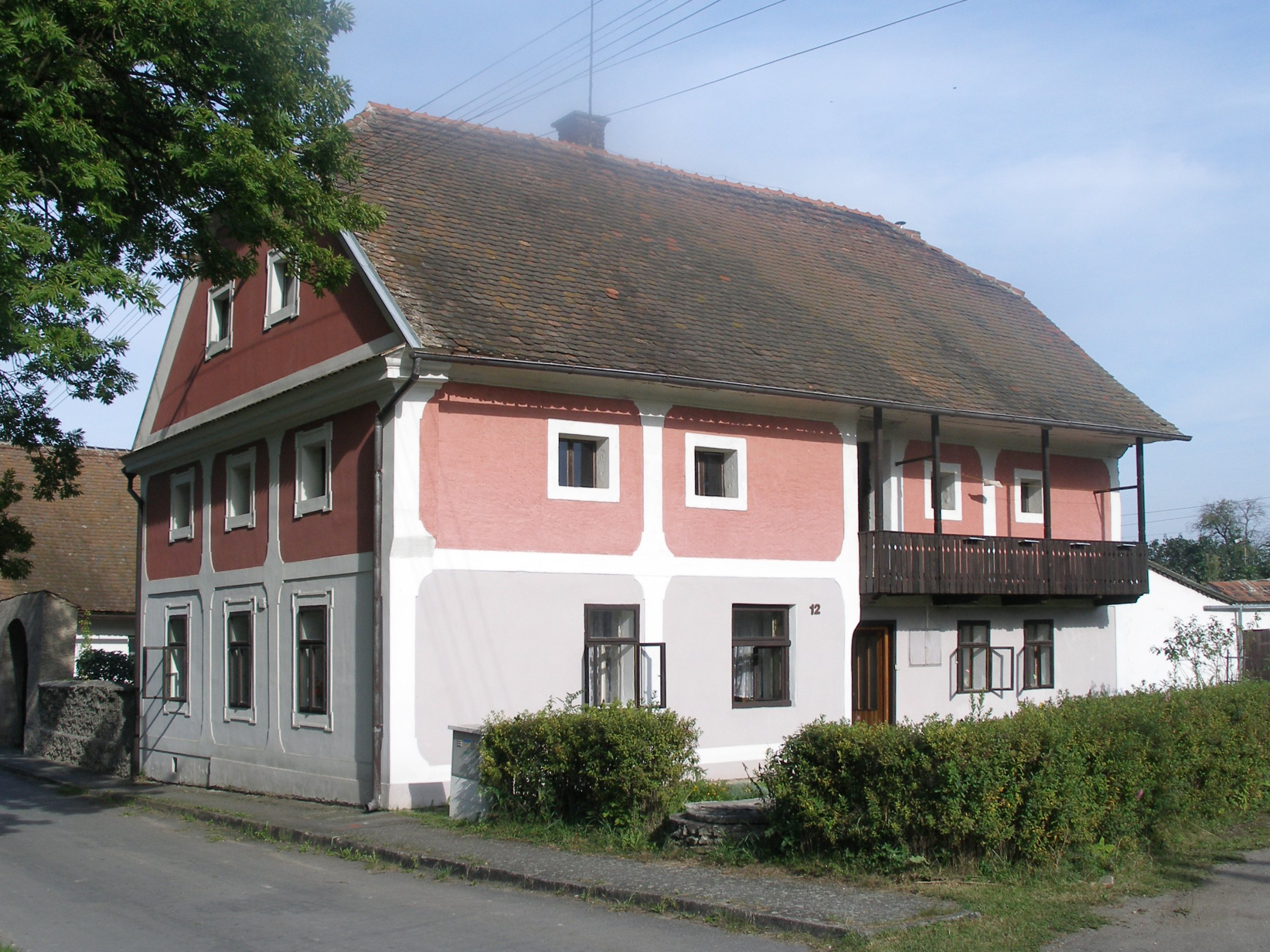
Sedlíšťka Nr. 12

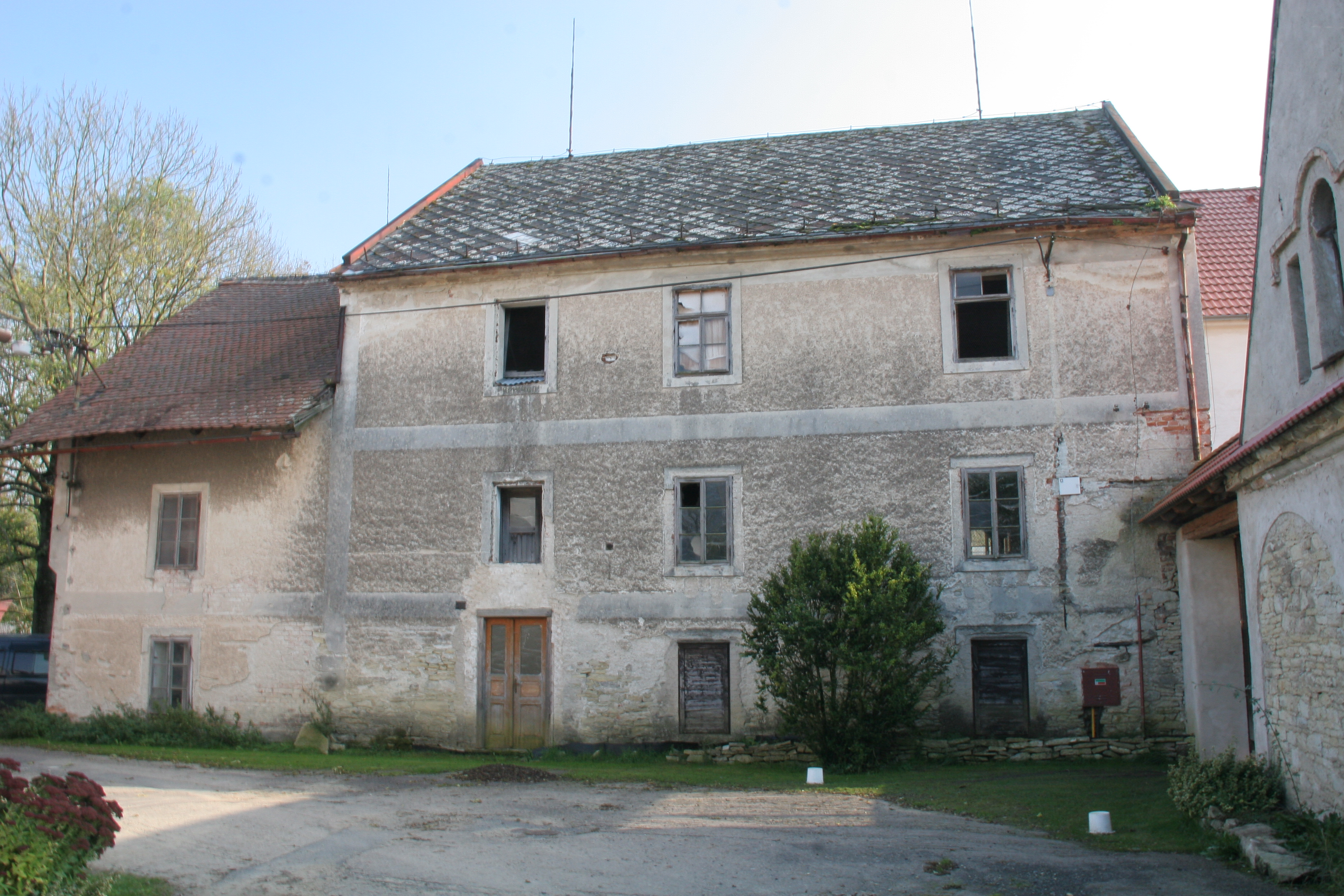
Mühle

Sedlíšťka (deutsch Sedlischka) ist ein Ortsteil der Gemeinde Radhošť in Tschechien. Er liegt acht Kilometer nordwestlich von Vysoké Mýto und gehört zum Okres Ústí nad Orlicí.

## Geographie
Sedlíšťka befindet sich an einem Seitenarm der Loučná auf der Choceňská tabule (Chotzener Tafel). Am nördlichen Ortsrand verläuft die Bahnstrecke Česká Třebová–Praha, an der ein Haltepunkt besteht. Südwestlich des Dorfes mündet der Bach Svařeňka in die Loučná.
Nachbarorte sind Franclina, Žíka, Bory und Jaroslav im Norden, Týnišťko im Nordosten, Radhošť im Osten, Svatý Mikuláš und Vraclav im Südosten, Stradouň im Süden, Ostrov und Opočno im Südwesten, Uhersko im Westen sowie Najlust und Trusnov im Nordwesten.

## Geschichte
Die erste schriftliche Erwähnung von Sedlíšťka erfolgte 1226, als sich dort ein nicht namentlich erwähnter Siedler niederließ. Erster bekannter Besitzer des Dorfes war Bluda de Morassicz de Sedlisek. Im Hohenmauther weißen schmalen Stadtbuch (Kniha bílé úzké) von 1443 wird Cub von Sedlíšťka als Besitzer des Dorfes genannt. Sowohl während der Hussitenkriege als auch während des Böhmisch-Ungarischen Krieges wurde das Gebiet geplündert und verwüstet; es wird angenommen, dass Sedlíšťka dabei zerstört wurde. Um 1505 erwarb die Stadt Hohenmauth den verblieben Rest des Dorfes. Da die Stadt 1547 den böhmischen Ständeaufstand unterstützt hatte, konfiszierte König Ferdinand I. deren Güter. Im Jahre 1549 erhielt die Stadt das Dorf Sedlíšťka einschließlich der Mühle, Kmetenhöfen und jährlichen Abgaben zurück. Während des Dreißigjährigen Krieges verödete das Dorf, noch im Jahre 1670 war lediglich eine Chaluppe bewohnt. Zum Ende des 17. Jahrhunderts übertrug die Stadt Hohenmauth die Wüstung dem Bauern Jan Kurka zur Gründung eines neuen Dorfes. Sukzessive kamen sechs weitere Bauern hinzu und es entstand wieder ein Dorf. 1756 errichtete Jan Koráb wieder eine Mühle an der Loučná.
Im Jahre 1835 bestand das im Chrudimer Kreis gelegene Dorf Sedlischky bzw. Sedlisky, auch Sedlisst genannt, aus 17 Häusern, in denen 77 Personen lebten. Sedlischky lag in sumpfiger Lage und war häufig Überschwemmungen ausgesetzt. Im Ort gab es ein Wirtshaus und eine Mühle. Pfarrort war Radhoscht. 1845 wurde der Verkehr auf der Bahnstrecke Česká Třebová–Praha aufgenommen. Bis zur Mitte des 19. Jahrhunderts blieb das Dorf der königlichen Leibgedingestadt Hohenmauth untertänig.
Nach der Aufhebung der Patrimonialherrschaften bildete Sedlišťky ab 1849 einen Ortsteil der Gemeinde Radhošť im Gerichtsbezirk Hohenmauth. 1853 wurde das Dorf durch vorsätzliche Brandstiftung zerstört, lediglich die steinerne Mühle blieb erhalten. Ab 1868 gehörte das Dorf zum politischen Bezirk Hohenmauth. 1869 hatte Sedlišťky 108 Einwohner und bestand aus 22 Häusern. Seit dem Ende des 19. Jahrhunderts wurde das Dorf als Sedlištky bezeichnet. Im Jahre 1900 lebten in Sedlištky 98 Menschen, 1910 waren es 110. Sedlištky löste sich 1919 von Radhošť los und bildete eine eigene Gemeinde. Im Jahre 1921 hatte das Dorf 128 Einwohner. Zu dieser Zeit hatte der Mühlenbesitzer František Mareš die Mühle zu einer Walzenmühle mit einem Kleinkraftwerk, das einen Teil des Dorfes mit Strom versorgte, modernisiert. 1924 erfolgte die Änderung des Gemeindenamens in Sedlíšťka. 1945 wurde das Dorf an das Elektrizitätsnetz angeschlossen. Ab 1960 gehörte die Gemeinde zum Okres Pardubice. 1964 wurde Sedlíšťka wieder nach Radhošť eingemeindet. Beim Zensus von 2001 lebten in den 28 Häusern von Sedlíšťka 61 Personen. Am 1. Januar 2007 wurde das Dorf in den Okres Ústí nad Orlicí umgegliedert. 

## Ortsgliederung
Zu Sedlíšťka gehören die Einschicht Bory (Bor) und ein Anteil von Žíka (Schika). Der Ortsteil bildet einen Katastralbezirk.

## Sehenswürdigkeiten
- Bauernhaus Nr. 12, Kulturdenkmal